# Tears for Fears
Tears for Fears är en brittisk new wave/poprock-grupp som bildades 1981 i Bath, England, efter att Roland Orzabal (gitarr, keyboard, sång) och Curt Smith (basgitarr, sång) lämnat modpop-bandet Graduate för att i stället skriva egen musik. Namnet Tears For Fears kommer från en rad i en av Arthur Janovs böcker om sina primalskriksteorier: "Tears as a replacement for fears" ("Tårar som ersättning för rädslor").
2021 prisades Orzabal och Smith på Ivor Novello Awards för "Outstanding Song Collection".

## Karriär

### Tidiga år: bildande och The Hurting
Roland Orzabal och Curt Smith träffades under skoltiden i Bath. De var först med i modpop-bandet Graduate som 1980 gav ut en LP och singeln "Elvis Should Play Ska". Efter att Graduate splittrats var de en kort tid medlemmar i bandet Neon ledda av Pete Byrne och Rob Fisher som senare blev kända som Naked Eyes. Därefter började Orzabal och Smith göra musik på egen hand influerade av Gary Numan, Peter Gabriel och Talking Heads.
Duon samarbetade med Ian Stanley (keyboard) och Manny Elias (trummor, f.d. Neon) som blev permanenta medlemmar i bandet. De två första singlarna "Suffer the Children" och "Pale Shelter" blev inga framgångar, men med tredje singeln "Mad World" kom det stora genombrottet hösten 1982. Man spelade in debutalbumet The Hurting som gavs ut 1983. Liksom bandnamnet behandlade flera av texterna  The Hurting också Arthur Janovs teorier. Plattan skördade stora framgångar med låtar som "Mad World", "Change" och en ny version av "Pale Shelter" och blev etta på brittiska albumlistan i mars 1983.

### Internationella framgångar: Songs from the Big Chair och The Seeds of Love
1985 kom uppföljaren Songs from the Big Chair (#2 i England, #1 i USA) vilken gav dem deras stora internationella genombrott med låtar som "Shout" och "Everybody Wants to Rule the World", vilka båda låg etta på topplistan i USA samt "Head over Heels" som nådde tredjeplatsen i USA. Bandet gav ut dokumentären Scenes From the Big Chair. Efter turnén som följde skivan hoppade Manny Elias av bandet. Det blev sedan ett långt uppehåll i väntan på deras tredje album.
1989 kom The Seeds of Love (#1 i England) vilken sägs ha kostat en miljon pund att spela in. Den blev hyllad av kritikerna och blev även en stor kommersiell framgång med låtar som den Beatles-influerade "Sowing the Seeds of Love" och "Woman in Chains". På den senare låten medverkade Phil Collins på trummor samt soulsångerskan Oleta Adams vars debutalbum Orzabal också producerade. Skivbolaget var angelägna om att få in de pengar som satsats på skivinspelning och uppmanade bandet att promotera skivan med en turné. Bandet åkte därför i samband med releasen ut på den världsomspännande "Seeds of Love"-turnén sponsrad av Philips, dokumenterad på videon Going to California.

### Splittring
Efter meningsskiljaktigheter mellan Orzabal och Smith lämnade Smith bandet 1991 för en solokarriär i USA. Samma år gavs samlingsalbumet Tears Roll Down ut och blev en storsäljare. Orzabal fortsatte på egen hand under namnet Tears For Fears och gav ut två album: Elemental (1993) och Raoul and the Kings of Spain (1995). Musiken var mer introvert och vände sig till en smalare publik vilket resulterade i att albumen sålde mindre än föregångarna. En samling rariteter och b-sidor gavs ut 1996 under på albumet Saturnine, Martial and Lunatic. Orzabal upplöste därefter bandet.

### Återförening
Efter flera års arbete på varsitt håll återförenades bandet med det Beatles-influerade albumet Everybody Loves a Happy Ending som gavs ut 2004. Den innehåller singeln "Closest Thing to Heaven", som har spelats flitigt på engelsk radio, samt låtar som "Who Killed Tangerine" och "Secret World".
I februari 2022 släppte Tears for Fears sitt första album på nästan 18 år, The Tipping Point som fick ett positivt kritikermottagande och gick direkt in på brittiska albumlistans andra plats.

## Diskografi

### Studioalbum
- The Hurting (1983)
- Songs From The Big Chair (1985)
- The Seeds of Love (1989)
- Elemental (1993)
- Raoul and the Kings of Spain (1995)
- Everybody Loves a Happy Ending (2004)
- The Tipping Point (2022)
- Songs for a Nervous Planet (2024)

### Livealbum
- Secret World Live in Paris (2006)

### Samlingsalbum
- Tears Roll Down (Greatest Hits (1982-1992) (1992)
- Saturnine, Martial And Lunatic (B-sidor & Rariteter) (1996)
- The Millennium Collection: The Best of Tears for Fears (2000)
- Classic Tears for Fears (2001)
- The Collection (2001)
- The Working Hour: An Introduction to Tears for Fears (2001)
- Shout: The Very Best of Tears for Fears (2001)
- Tears for Fears: The Ultimate Collection (2003)
- Gold (2006)
- Sowing the Seeds of Love: The Best of Tears for Fears (2006)
- Famous Last Words: The Collection (2007)
- Mad World: The Collection (2010)
- Everybody Wants To Rule The World: The Collection (2013)
- Rule the World: The Greatest Hits (2017)

### Singlar i urval
- "Suffer the Children" (1982)
- "Pale Shelter" (1982)
- "Mad World" (1982)
- "Change" (1983)
- "The Way You Are" (1983)
- "Mothers Talk" (1984)
- "Shout" (1984)
- "Everybody Wants to Rule the World" (1985)
- "Head Over Heels" (1985)
- "I Believe" (1985)
- "Sowing the Seeds of Love" (1989)
- "Woman in Chains" (1989)
- "Advice for the Young at Heart" (1990)
- "Break It Down Again" (1993)
- "Closest Thing to Heaven" (2004)
- "The Tipping Point" (2022)

### Videor
- Scenes From The Big Chair (1985)
- Going To California (Live) (1990)
- Secret World (Live) (2005)